# Templo de Hércules Victor

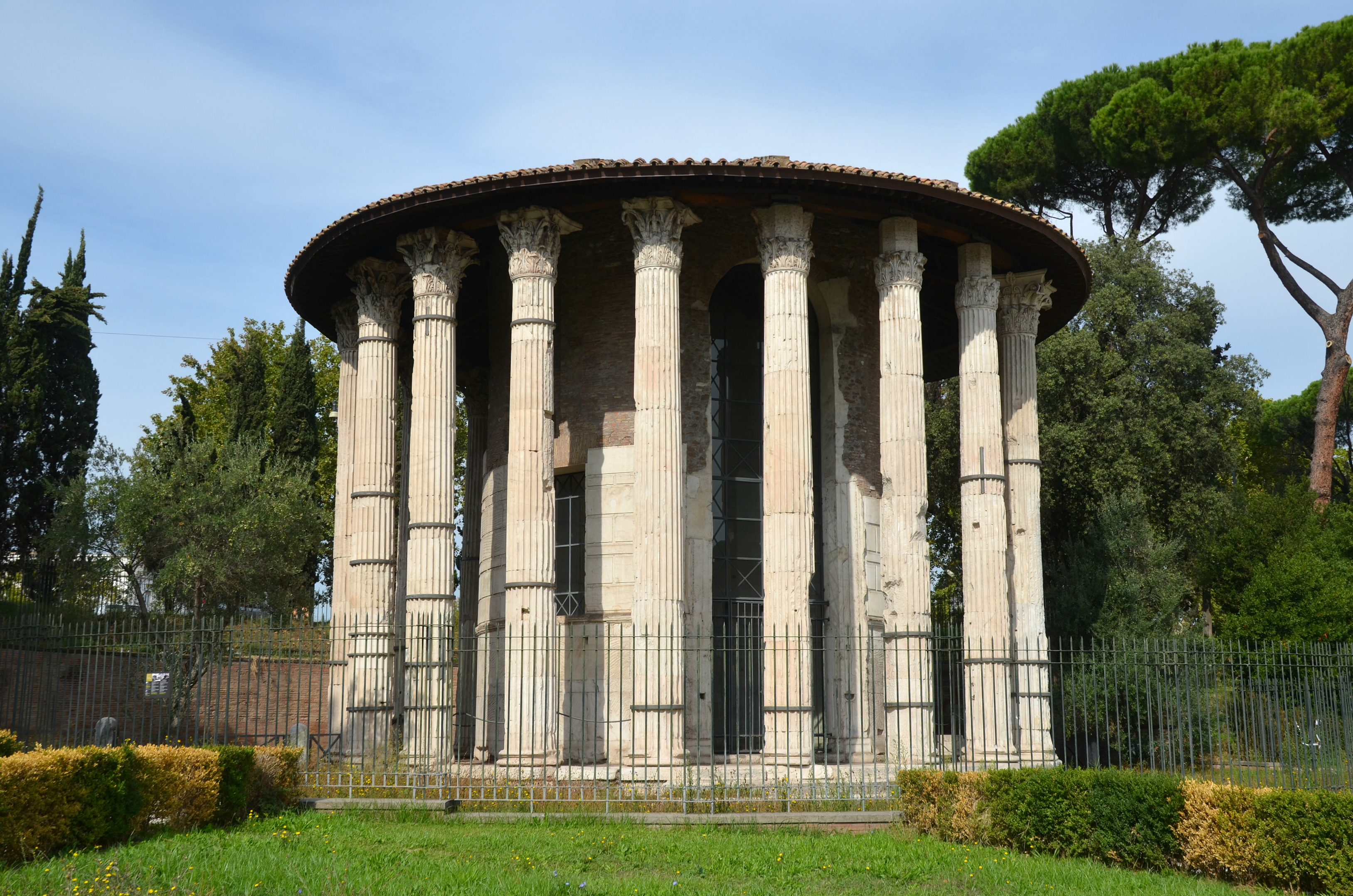
Templo de Hércules Victor

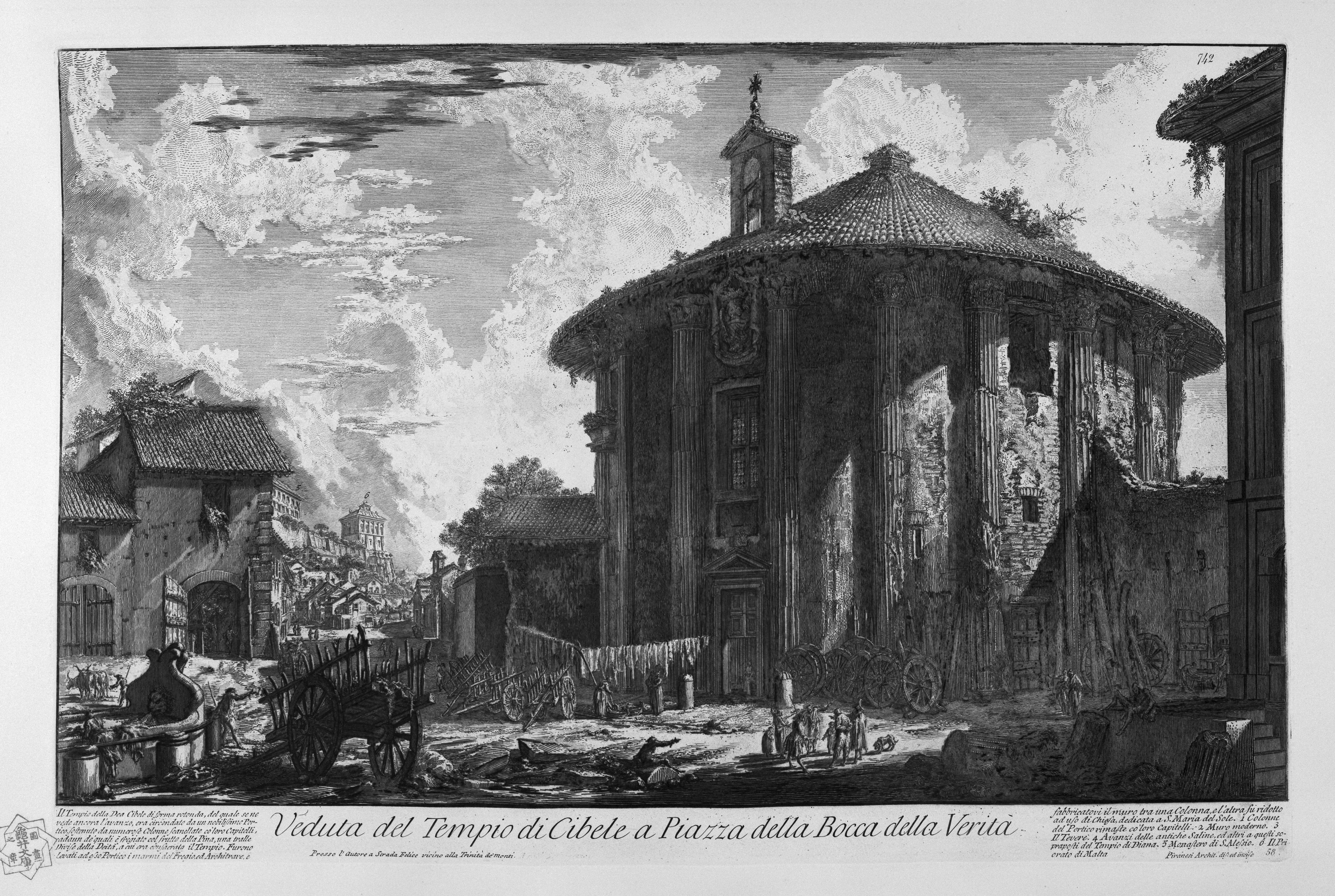
Gravura de Piranesi (século XVIII) da igreja de Santa Maria del Sole.

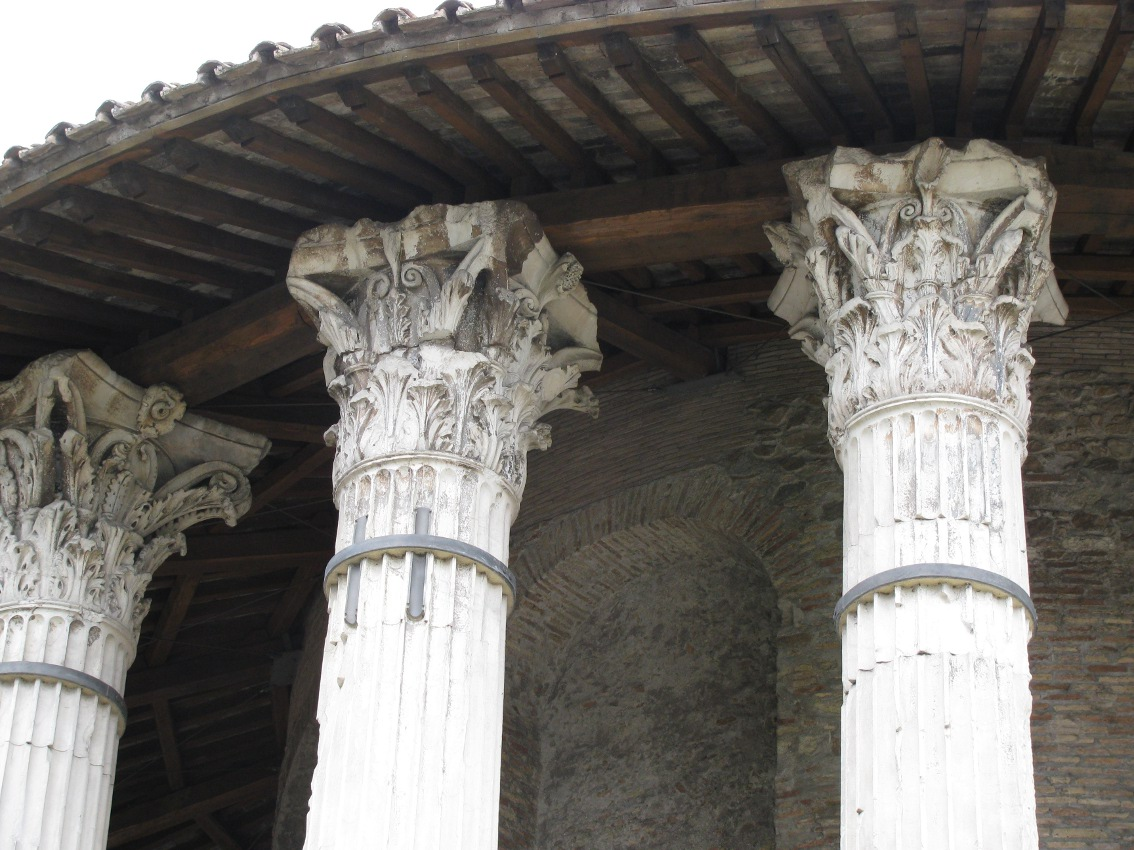
Os capiteis coríntios originais e o telhado, que é posterior.

Mapa do templo

Templo de Hércules Victor (em italiano: Tempio di Ercole Vincitore; "Hércules vitorioso") ou Templo de Hércules Olivário (Olivarius) é um antigo edifício romano localizado na Piazza Bocca della Verità, na região do Fórum Boário (rione Ripa), perto da margem do rio Tibre, em Roma, Itália. É um monóptero, um templo circular em formato peripteral grego completamente circundado por uma colunata. Este layout fez com que ele fosse tomado como sendo um templo de Vesta até ele ser corretamente identificado pelo prefeito de Roma da época de Napoleão, Camille de Tournon.

## História
Datando do final do século II a.C. e provavelmente construído por Lúcio Múmio Acaico, conquistador dos aqueus e destruidor de Corinto. O templo tem 14,8 metros de diâmetro e é composto por uma cela circular com um círculo concêntrico de vinte colunas coríntias de 10,66 metros de altura apoiadas em uma fundação de tufo. Elas suportam uma arquitrave e o teto, que desapareceu. A parede original da cela, construída em blocos de travertino e mármore e dezenove das vinte colunas permanecem, mas o teto de telhas é posterior. A reconstrução publicada de Palladio sugere uma cúpula, mas esta suposição aparentemente está incorreta. O templo é o mais antigo edifício de mármore sobrevivente em Roma.
As grandes fontes literárias que atestam sua identificação são duas passagens quase idênticas, uma no comentário de Sérvio sobre A Eneida (viii.363) e a outra na "Saturnália" de Macróbio. Embora Sérvio tenha mencionado que aedes duae sunt ("há dois templos sagrados"), os mais antigos calendários romanos mencionam apenas um festival, em 13 de agosto, indistintamente a "Hércules Victor" e "Hércules Invicto".
Já em 1132, o templo havia sido convertido em igreja, conhecida como Santo Stefano alle Carozze. Mais restaurações e um afresco sobre o altar foram feitos em 1475. Uma placa no piso foi dedicada pelo papa Sisto IV (r. 1471–1484). No século XVII, a igreja foi rededicada, desta vez como Santa Maria del Sole ("Santa Maria do Sol").
Este templo, por muito tempo considerado como um templo de Vesta, e o Templo de Vesta em Tivoli foram as fontes de inspiração para o Tempietto de Bramante e outras igrejas de planta central do Alto Renascimento.
O templo foi reconhecido oficialmente com um antigo monumento romano em 1935 e finalmente restaurado em 1996.